# محمد علي بن حمودة (لاعب كرة قدم مواليد 1998)
محمد علي بن حمودة لاعب كرة قدم تونسي يلعب خط الهجوم في الترجي الرياضي التونسي معارًا من المستقبل الرياضي بسليمان.

## روابط خارجية
- محمد علي بن حمودة على موقع قاعدة بيانات كرة القدم.إي يو (الإنجليزية)
- محمد علي بن حمودة على موقع Soccerway.com (الإنجليزية)